# Edom (Europa)
|  | Per a altres significats, vegeu «Edom (desambiguació)». |

Edom és la denominació hebrea emprada pels jueus en època medieval per designar els territoris cristians situats entre el Pirineu i Sefarad.
L'extensió i els límits d'aquests territoris no es coneixen amb precisió, si bé probablement aquests devien variar al llarg de l'edat mitjana a conseqüència de l'expansió dels cristians cap al sud de la península Ibèrica. Els jueus catalans consideraven que el sud del territori català era Sefarad, és a dir l'Àndalus. Els jueus andalusins, per la seva banda, entenien que Edom formava part de Tsarefat, això és, la terra dels francs.

## Mira també
- Jueus catalans
- Judeocatalà